# Wilhelm Romatzeck
Wilhelm Romatzeck (* 16. Mai 1939 in Bad Neustadt an der Saale; † 13. April 2023) war ein Brigadegeneral des Heeres der Bundeswehr. In seiner letzten Verwendung war er General für Ausbildung und Erziehung im Heer im Heeresamt.

## Leben
Romatzeck trat 1958 in die Bundeswehr ein und schloss die Offizierausbildung zum Offizier des Truppendienstes der Panzergrenadiertruppe 1960 ab.
Von 1970 bis 1972 absolvierte Romatzeck den 13. Generalstabslehrgang Heer an der Führungsakademie der Bundeswehr in Hamburg, wo er zum Offizier im Generalstabsdienst ausgebildet wurde. Anschließend war er Generalstabsoffizier für Logistik (G 4) im Stab einer Luftlandebrigade und von 1974 bis 1978 Generalstabsoffizier für Planung, Ausbildung und Organisation (G 3) im Hauptquartier Allied Command Europe Mobile Forces der NATO. Von 1978 bis 1980 war er Bataillonskommandeur des Panzergrenadierbataillons 122, von 1980 bis 1981 Tutor und Dozent und von 1981 bis 1985 Lehrgangsleiter Generalstabslehrgang an der Führungsakademie der Bundeswehr in Hamburg. Danach war er von 1985 bis 1987 G 3 des III. Korps in Koblenz und besuchte von 1987 bis 1988 das United States Army War College in Carlisle in den Vereinigten Staaten. Nach seiner Rückkehr war er von 1988 bis 1990 Referatsleiter I 5 im Führungsstab des Heeres im Bundesministerium der Verteidigung auf der Hardthöhe in Bonn.
1990 wurde Romatzeck Brigadekommandeur der Panzerbrigade 34 in Koblenz, im April 1994 stellvertretender Divisionskommandeur und Kommandeur Divisionstruppen der 5. Panzerdivision in Diez sowie stellvertretender Befehlshaber im Wehrbereich IV und in seiner letzten Verwendung ab April 1996 Abteilungsleiter II und General für Ausbildung und Erziehung im Heer im Heeresamt in Köln. Mit Ablauf des September 1999 wurde er in den Ruhestand versetzt.
Romatzeck war katholisch, verheiratet und hatte eine Tochter sowie einen Sohn.